# Above All
Above All är Mustaschs första fullängdsalbum. Albumet släpptes i mars 2002 och innehåller bland annat hitsingeln Down in Black. I Oceans Song - Orust finns en sjörapport, som är en hyllning till ön där bandet bildades 1998.

## Låtlista
1. Down in Black - 2:45
2. I Hunt Alone - 3:17
3. Into the Arena - 5:13
4. Muddy Waters - 3:29
5. Ocean Song - Orust - 5:47
6. Sympathy for Destruction - 3:14
7. Teenage Pacifier - 4:08
8. Insanity Walls - 4:36
9. White Magic - 4:23
10. The Dagger - 5:14

## Singlar
I Hunt Alone
1. I Hunt Alone
2. Kill You for Nothing

Januari 2002
Down in Black
1. Down in Black
2. Coomber (live från P3 Live)

April 2002

## Banduppsättning
- Ralf Gyllenhammar, sång och gitarr
- Hannes Hansson, gitarr
- Mats Hansson, trummor
- Stam Johansson, bas